# Оздемироглу, Аттила
Аттила Оздемиоглу (5 января 1943 — 20 апреля 2016) — турецкий композитор и аранжировщик.

## Биография
Родился 5 января 1943 года в Анкаре. Музыкой заинтересовался ещё в ранние годы. В возрасте восьми лет брал частные уроки игры на скрипке. Затем учился играть на флейте, вибрафоне, контрабасе и тромбоне. Во время учёбы в школе и университете участвовал в музыкальных конкурсах.
В 1966 году переехал в Стамбул и создал музыкальную группу «Durul Gence 5». Позднее Оздемироглу принимал участие в деятельности ещё нескольких поп-групп, а также сотрудничал с такими поп-звёздами Турции, как Айше Пеккан, Нилюфер Юмлу, Каяхан и Сезен Аксу. Одна из композиций написанных Оздемироглу, Pet'r Oil, была избрана для конкурса Евровидение 1980 года, Оздемироглу лично дирижировал оркестром. За свою музыку Оздемироглу 5 раз становился лауреатом премии «Золотой апельсин» и два раза лауреатом премии «Золотой кокон».

## Личная жизнь
Аттила Оздемиоглу был женат 4 раза. В первый раз он женился в возрасте 19 лет, его жену звали Айла. Этот брак продлился 11 лет, в нём родилась дочь Япрак Оздемироглу, которая стала актрисой, и сын Сарп Оздемироглу, ставший композитором и аранжировщик. Второй раз Аттила Оздемиоглу женился на турецкой по-певице Фюсун Онал, но этот брак продлился лишь 1,5 года. Третьей супругой Оздемиоглу стала балерина Лале Мансур. Через шесть лет Аттила Оздемиоглу развёлся с Мансур. После этого у Оздемироглу начались отношения с актрисой Мюжде Ар, они продолжались 15 лет, вплоть до 1995 года, но не переросли в брак. В четвёртый раз Аттила Оздемиоглу женился на Хепгюль Хепбир, которая была младше его на 31 год. В этом браке родились двойняшки, сёстры Лара и Лидия.
20 апреля 2016 года Аттила Оздемиоглу умер от рака лёгких. Он похоронен на кладбище Зинджирликую.